# Lassallescher Allgemeiner Deutscher Arbeiterverein
Der Lassallsche Allgemeine Deutsche Arbeiterverein (LADAV) war eine Arbeiterpartei in der Tradition von Ferdinand Lassalle, die sich 1867 vom Allgemeinen Deutschen Arbeiterverein (ADAV) abgespaltet hatte. Die Organisation bestand zunächst bis zu einer vorübergehenden Wiedervereinigung mit der Mutterpartei im Jahr 1869. Endgültig zerfiel die Partei 1872.

## Abspaltung vom ADAV

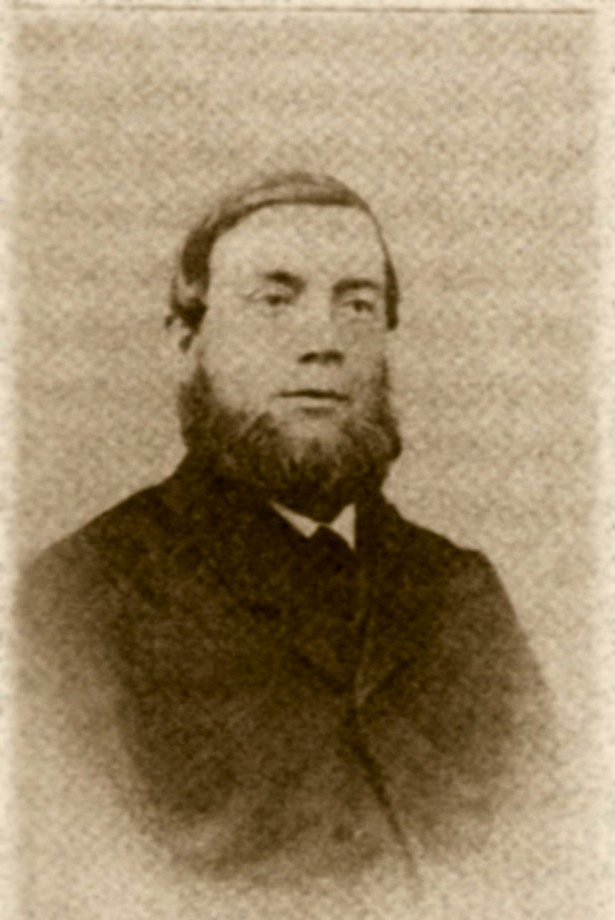
Friedrich Wilhelm Emil Försterling

Im ADAV kam es nach dem Tod von Ferdinand Lassalle 1864 zu innerparteilichen Auseinandersetzungen. Dabei spielte die Gräfin Hatzfeldt, die zeitweise die Geliebte von Lassalle gewesen war und dessen Partei finanziell unterstützt hatte, von Anfang an eine beträchtliche Rolle. Ihr ging es in erster Linie darum, alle inhaltlichen und organisatorischen Veränderungen zu verhindern und den Kurs Lassalles weiter zu verfolgen. Der endgültige Bruch mit dem ADAV erfolgte aus Anlass von Beschlüssen die auf der Generalversammlung der Partei in Braunschweig im Mai 1867 getroffen worden waren. Die für Lassalle zentrale Forderung nach dem allgemeinen Wahlrecht war nach der Verfassung des Norddeutschen Bundes zumindest in diesem Teil Deutschlands erreicht und musste daher zwangsläufig in den Hintergrund treten. Außerdem wurden mit Johann Baptist von Schweitzer einer der schärfsten inneren Widersacher der Gräfin Präsident des ADAV, der sogleich damit begann, die Mitglieder, die sich an den „Weiberintrigen“ beteiligt hatten, auszuschließen. Diese und andere Maßnahmen wertete Gräfin Hatzfeldt als einen Bruch mit den von Lassalle hinterlassenen Statuten.
Sie und ihre Unterstützer zogen daraus die Konsequenz und riefen die ADAV-Gemeinden, die an den alten Statuten festhalten wollten, zur Wahl eines Präsidenten und von Delegierten für eine konstituierende Generalversammlung in Dresden am 16. Juni 1867 auf. Etwa ein Fünftel der ADAV Mitglieder hatte sich der neuen Organisation angeschlossen. Da die offiziellen Vereinsangaben vielfach geschönt sind, sind nur begründete Schätzungen möglich. Es gab vielleicht 34 Ortsgruppen – Gemeinden genannt – mit etwas mehr als 3000 Mitgliedern. In der Folgezeit erwies sich die Organisation als äußerst fragil. So verlor sie bald in Norddeutschland mehr als die Hälfte ihrer Mitglieder. Die Gemeinden konzentrierten sich vor allem in Sachsen um Chemnitz, Bremen und in Altona-Wandsbeck, im Unterwesergebiet sowie in einigen Orten von Schleswig-Holstein.

## Organisation und regionale Schwerpunkte
Immerhin gelang es dem Präsidenten Friedrich Wilhelm Emil Försterling mit finanzieller Unterstützung der Gräfin Hatzfeldt, bei der Wahl für den Reichstag des Norddeutschen Bundes den Reichstagswahlkreis Chemnitz zu gewinnen. Durch eine Nachwahl erhielt auch Fritz Mende 1869 ein Reichstagsmandat im Wahlkreis Freiberg.

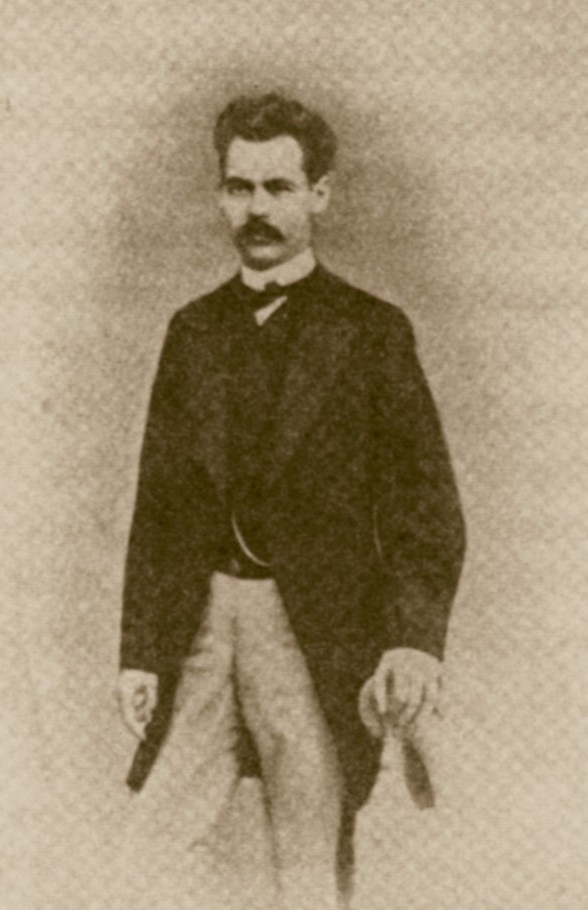
Fritz Mende

Erster Präsident des LADAV wurde Friedrich Ernst Wilhelm Försterling. Die faktische Leitung ging allerdings schon bald auf Mende über, der 1868 auch offiziell Vereinspräsident wurde. Anfangs konnte Mende den Mitgliederschwund aufhalten. Dazu hat auch eine weit gespannte Agitationstätigkeit beigetragen. So gelang es etwa am Niederrhein vor allem im Umfeld der Weberstadt Mönchengladbach, neue Gemeinden zu gründen. Die offizielle Angabe von etwa 13.000 Mitgliedern ist freilich maßlos überzogen. Realistische Schätzungen gehen von etwa 3.000 aus.
Allerdings litt die weitere Expansion an einem stark auf sich selbst bezogenen inneren Parteileben. Neben dem starren Festhalten an den Prinzipien Lassalles spielten der Kampf gegen Wühler und subversive Elemente in den Generalversammlungen eine wichtige Rolle. Hinzu kam, dass der Verein kaum über nennenswerte Mitgliederbeiträge verfügte, sondern abhängig vom Vermögen der Gräfin Hatzfeldt blieb. Diese spielte an der Stelle des häufig erkrankten Präsidenten Mende auch insgesamt eine bedeutende Rolle.
Auch wenn es auf Grund anderer regionale Schwerpunkte keine direkte Konkurrenz mit dem ADAV gab, waren die mit Hilfe der jeweiligen Parteipresse gegenseitigen Angriffe und Polemiken ein Kennzeichen des gegenseitigen Verhältnisses. Beiden Organisationen gemeinsam war ihre kritische Haltung gegenüber Gewerkschaften und Streiks als Ausdruck partikularistischer Arbeiterinteressen. Für beide Gruppierungen stand die politische Organisation im Vordergrund.

## Wiedervereinigung, neue Spaltung und Agonie
Angesichts der bislang gegenseitig bekundeten Feindschaft kam für die Parteimitglieder beider Organisationen die Ankündigung einer Wiedervereinigung Mitte 1869 völlig überraschend. Im Lager des LADAV führte dies zur Abspaltung der wichtigsten Gemeinde in Chemnitz. Auf Seiten des LADAV spielten für den Schritt mehrere Gründe eine Rolle. Dazu zählt das Scheitern der Bestrebung, sich gegenüber dem ADAV als die eigentlich legitime lassallanische Organisation zu etablieren. Außerdem war die finanzielle Lage des Vereins katastrophal, zumal Gräfin Hatzfeldt angekündigt hatte, sich zurückzuziehen.
Allerdings erwiesen sich die Hoffnungen Mendes und Hatzfeldts, dass der ADAV nach der Wiedervereinigung wieder einen orthodoxen, an Lassalle orientierten Kurs fahren würde, als Illusion. Bereits im Oktober 1869 zeichnete sich die erneute Spaltung ab. Die erneute Konstituierung des LADAV erfolgte dann im Januar 1870. Trotz einiger Erfolge nahm die Bedeutung immer weiter ab. Nach dem Tod Fösterlings, der in der Schlussphase wieder an der Spitze stand, am 10. März 1872 schlief der Verein allmählich ein.